# New Basket Brindisi 2022-2023
Questa voce raccoglie le informazioni riguardanti il New Basket Brindisi nelle competizioni ufficiali della stagione 2022-2023.

## Stagione
La stagione 2022-2023 del New Basket Brindisi sponsorizzata Happy Casa, è la 12ª nel massimo campionato italiano di pallacanestro, la Serie A.

## Roster
| Happy Casa Brindisi 2022-23 | Happy Casa Brindisi 2022-23 |
| Giocatori                   | Staff tecnico               |
| --------------------------- | --------------------------- |

| N. | Naz.                                   | Ruolo | Nome                  | Anno | Alt.   | Peso   |  |
| -- | -------------------------------------- | ----- | --------------------- | ---- | ------ | ------ |  |
| 0  | Rep. del Congo (bandiera)              | AG    | Junior Etou           | 1994 | 203 cm | 109 kg |  |
| 1  | Stati Uniti (bandiera)                 | A     | Jason Burnell (C)     | 1997 | 201 cm | 100 kg |  |
| 2  | Stati Uniti (bandiera)                 | G     | Marcquise Reed        | 1995 | 191 cm | 88 kg  |  |
| 3  | Italia (bandiera)                      |       | Pietro Basta          | 2006 |        |        |  |
| 6  | Stati Uniti (bandiera)                 | P     | Ky Bowman             | 1997 | 185 cm | 85 kg  |  |
| 7  | Stati Uniti (bandiera)                 | G     | D'Angelo Harrison     | 1993 | 193 cm | 92 kg  |  |
| 8  | Italia (bandiera)                      | G     | Mario Fausto De Donno | 2004 |        |        |  |
| 8  | Italia (bandiera)                      | P     | Marco Vitucci         | 2004 | 187 cm |        |  |
| 9  | Italia (bandiera)                      | GA    | Niccolò Malaventura   | 2005 |        |        |  |
| 13 | Stati Uniti (bandiera)                 | G     | Doron Lamb            | 1991 | 193 cm | 95 kg  |  |
| 14 | Italia (bandiera)                      | P     | Bruno Mascolo         | 1996 | 190 cm | 85 kg  |  |
| 15 | Serbia (bandiera) · Italia (bandiera)  | AG    | Dino Bocevski         | 2003 | 205 cm | 100 kg |  |
| 24 | Italia (bandiera)                      | AG    | Andrea Mezzanotte     | 1998 | 207 cm | 98 kg  |  |
| 25 | Estonia (bandiera) · Italia (bandiera) | GA    | Joonas Riismaa        | 2002 | 196 cm | 90 kg  |  |
| 26 | Camerun (bandiera) · Italia (bandiera) | C     | Jordan Bayehe         | 1999 | 204 cm | 96 kg  |  |
| 33 | Stati Uniti (bandiera)                 | AC    | Nick Perkins          | 1996 | 203 cm | 113 kg |  |
| 96 | Stati Uniti (bandiera)                 | A     | Dikembe Dixson        | 1996 | 201 cm | 91 kg  |  |
| -  | Italia (bandiera)                      |       | Davide Buttiglione    | 2006 |        |        |  |
| -  | Italia (bandiera)                      |       | Angelo Castellitto    | 2005 |        |        |  |
| -  | Italia (bandiera)                      |       | Nicolò Flores         | 2005 |        |        |  |
| -  | Italia (bandiera)                      | P     | Alessio Fusco         | 2003 | 184 cm |        |  |
| -  | Italia (bandiera)                      | A     | Tommaso Guadalupi     | 2006 | 194 cm |        |  |
| -  | Italia (bandiera)                      | P     | Stefano Manfredi      | 2003 |        |        |  |
|    | Italia (bandiera)                      | PG    | Alessandro Guido (IN) | 2002 | 188 cm | 80 kg  |  |

| Allenatore                                                                                   |
| - Francesco Vitucci                                                                          |
| Assistente/i                                                                                 |
| - Mattia Consoli - Fabio Corbani Legenda - (C) Capitano - (IN) Inattivo - Infortunato Roster |

Budget complessivo = 3.954K € (Bilancio depositato presso la CCIAA di Brindisi)

## Mercato

### Sessione estiva
| Acquisti | Acquisti          | Acquisti           | Acquisti      | Acquisti |
| R.a      | Nome              | da                 | Modalità      |          |
| -------- | ----------------- | ------------------ | ------------- | -------- |
| P        | Ky Bowman         | Austin Spurs       | svincolato    |          |
| P        | Bruno Mascolo     | Derthona Basket    | svincolato    |          |
| G        | Marcquise Reed    | BCM Gravelines     | svincolato    |          |
| GA       | Joonas Riismaa    | Pistoia Basket     | svincolato    |          |
| A        | Jason Burnell     | Dinamo Sassari     | svincolato    |          |
| A        | Dikembe Dixson    | BBC Monthey        | svincolato    |          |
| AG       | Dino Bocevski     | Stella Azzurra     | prestito      |          |
| AG       | Junior Etou       | Hapoel Be'er Sheva | svincolato    |          |
| AG       | Andrea Mezzanotte | Aquila Trento      | prestito      |          |
| AG       | Scott Ulaneo      | Eurobasket Roma    | fine prestito |          |
| C        | Jordan Bayehe     | Pall. Cantù        | svincolato    |          |

| Cessioni | Cessioni           | Cessioni            | Cessioni              | Cessioni |
| R.       | Nome               | a                   | Modalità              |          |
| -------- | ------------------ | ------------------- | --------------------- | -------- |
| P        | Wes Clark          | Crailsheim Merlins  | risoluzione contratto |          |
| P        | Lucio Redivo       | Junior Casale       | fine contratto        |          |
| PG       | Alessandro Zanelli | Universo Treviso    | fine contratto        |          |
| GA       | Riccardo Visconti  | V.L. Pesaro         | fine contratto        |          |
| AP       | Alessandro Gentile | Free agent          | fine contratto        |          |
| AG       | Maxime De Zeeuw    | Limburg United      | fine contratto        |          |
| AG       | Raphael Gaspardo   | Amici Pall. Udinese | risoluzione contratto |          |
| AG       | Nathan Adrian      | Pall. Forlì 2.015   | risoluzione contratto |          |
| AG       | Mattia Udom        | Aquila Trento       | fine contratto        |          |
| AG       | Scott Ulaneo       | Benedetto XIV Cento | risoluzione contratto |          |

### Dopo l'inizio della stagione
| Acquisti | Acquisti   | Acquisti       | Acquisti        | Acquisti   |
| R.       | Nome       | da             | Data            | Modalità   |
| -------- | ---------- | -------------- | --------------- | ---------- |
| G        | Doron Lamb | Scafati Basket | 18 gennaio 2023 | svincolato |

| Cessioni | Cessioni       | Cessioni        | Cessioni         | Cessioni    |
| R.       | Nome           | a               | Data             | Modalità    |
| -------- | -------------- | --------------- | ---------------- | ----------- |
| A        | Dikembe Dixson | Kauhajoen Karhu | 27 febbraio 2023 | rescissione |
| AG       | Junior Etou    | Free agent      | 15 marzo 2023    | rescissione |

## Risultati

### Campionato

#### Stagione regolare

##### Andata
| Arbitri: | Begnis (Cremona) Borgo (Vicenza) Valleriani (Frosinone) |

|                                      |            |                            |
| Selden 25 Anderson 21 Cappelletti 17 | Punti      | 20 Perkins 16 Etou 15 Reed |
| Cappelletti 8                        | Assist     | 3 Reed                     |
| Smith 9                              | Rimbalzi   | 8 Etou                     |
| Alessandro Ramagli                   | Allenatori | Francesco Vitucci          |

| Arbitri: | Sahin (Messina) Nicolini (Palermo) Borgioni (Roma) |

|                               |            |                                  |
| Perkins 15 Burnell 13 Reed 10 | Punti      | 16 Johnson 10 Zerini 10 Williams |
| Perkins, Mascolo 4            | Assist     | 4 Michineau                      |
| Mascolo 7                     | Rimbalzi   | 6 Williams                       |
| Francesco Vitucci             | Allenatori | Maurizio Buscaglia               |

| Arbitri: | Paternicò (Enna) Grigioni (Roma) Pepponi (Perugia) |

|                             |            |                              |
| Pangos 21 Thomas 17 Hall 11 | Punti      | 17 Burnell 17 Bowman 16 Reed |
| diversi 2                   | Assist     | 2 diversi                    |
| Davies 7                    | Rimbalzi   | 7 Burnell                    |
| Ettore Messina              | Allenatori | Francesco Vitucci            |

| Arbitri: | Rossi (Arezzo) Bongiorni (Pisa) Noce (Latina) |

|                              |            |                                         |
| Reed 19 Perkins 16 Bowman 13 | Punti      | 22 Caupain 12 Massinburg 10 Della Valle |
| Reed 5                       | Assist     | 4 Gabriel                               |
| Bowman, Mascolo 6            | Rimbalzi   | 5 Odiase                                |
| Francesco Vitucci            | Allenatori | Alessandro Magro                        |

| Arbitri: | Baldini (Firenze) Borgioni (Roma) Capotorto (Roma) |

|                                   |            |                                 |
| Vitali 20 Reuvers 17 Strautins 12 | Punti      | 14 Bowman 13 Burnell 12 Perkins |
| Cinciarini 9                      | Assist     | 4 Burnell                       |
| Hopkins 7                         | Rimbalzi   | 6 Burnell                       |
| Massimiliano Menetti              | Allenatori | Francesco Vitucci               |

| Arbitri: | Paternicò (Enna) Nicolini (Palermo) Catani (Latina) |

|                            |            |                               |
| Perkins 24 Reed 19 Etou 12 | Punti      | 22 Christon 16 Filloy 12 Daum |
| Mascolo 5                  | Assist     | 10 Christon                   |
| Perkins, Burnell 7         | Rimbalzi   | 6 Severini                    |
| Francesco Vitucci          | Allenatori | Marco Ramondino               |

| Arbitri: | Attard (Siracusa) Bongiorni (Pisa) Pepponi (Perugia) |

|                                    |            |                                    |
| Burnell 18 Bowman 11 Mezzanotte 10 | Punti      | 23 Abdur-Rahkman 17 Totè 16 Kravic |
| Mascolo, Bowman 6                  | Assist     | 7 Abdur-Rahkman                    |
| Perkins,Burnell 7                  | Rimbalzi   | 7 Cheatham                         |
| Francesco Vitucci                  | Allenatori | Jasmin Repesa                      |

| Arbitri: | Sahin (Messina) Di Francesco (Teramo) Galasso (Siena) |

|                                  |            |                                 |
| Belinelli 16 Weems 15 Mannion 15 | Punti      | 12 Riismaa 11 Bowman 10 Burnell |
| Hackett,Lundberg, Mannion 5      | Assist     | 5 Mascolo                       |
| Hackett 7                        | Rimbalzi   | 5 Riismaa, Perkins              |
| Sergio Scariolo                  | Allenatori | Francesco Vitucci               |

| Arbitri: | Begnis (Cremona) Bartoli (Trieste) Quarta (Torino) |

|                               |            |                                |
| Reed 28 Mascolo 14 Burnell 10 | Punti      | 16 Granger 14 Freeman 9 Spissu |
| Burnell 3                     | Assist     | 4 Granger, Spissu              |
| Perkins,Burnell 7             | Rimbalzi   | 4 Freeman, Watt, Tessitori     |
| Francesco Vitucci             | Allenatori | Walter De Raffaele             |

| Arbitri: | Giovannetti (Terni) Bettini (Bologna) Borgo (Vicenza) |

|                               |            |                                  |
| Gaines 18 Davis 13 Bartley 12 | Punti      | 24 Perkins 14 Mascolo 13 Burnell |
| Davis 6                       | Assist     | 5 Mascolo                        |
| Pacher 11                     | Rimbalzi   | 10 Reed                          |
| Marco Legovich                | Allenatori | Francesco Vitucci                |

| Arbitri: | Lo Guzzo (Pisa) Percivalle (Torino) Noce (Latina) |

|                              |            |                              |
| Banks 18 Cooke 14 Iroegbu 13 | Punti      | 21 Reed 15 Bowman 14 Perkins |
| Sorokas 5                    | Assist     | 4 Burnell                    |
| Cooke 11                     | Rimbalzi   | 11 Burnell                   |
| Marcelo Nicola               | Allenatori | Francesco Vitucci            |

| Arbitri: | Martolini (Roma) Nicolini (Palermo) Gonella (Genova) |

|                              |            |                                 |
| Bowman 16 Perkins 12 Reed 10 | Punti      | 21 Logan 15 Okoye 12 Butjankovs |
| Mascolo 4                    | Assist     | 6 Logan                         |
| Riismaa 7                    | Rimbalzi   | 10 Stone                        |
| Francesco Vitucci            | Allenatori | Attilio Caja                    |

| Arbitri: | Lanzarini (Bologna) Patti (Pescara) Borgo (Vicenza) |

|                                     |            |                                 |
| Atkins 16 Grazulis 12 Flaccadori 10 | Punti      | 18 Burnell 16 Bowman 13 Mascolo |
| Flaccadori 4                        | Assist     | 3 Burnell, Bowman, Mascolo      |
| Atkins 16                           | Rimbalzi   | 12 Bayehe                       |
| Emanuele Molin                      | Allenatori | Francesco Vitucci               |

| Arbitri: | Lo Guzzo (Pisa) Galasso (Siena) Marziali (Roma) |

|                              |            |                             |
| Reed 31 Perkins 20 Bowman 18 | Punti      | 28 Brown 20 Johnson 20 Ross |
| Mascolo, Reed 4              | Assist     | 11 Ross                     |
| Reed 8                       | Rimbalzi   | 11 Owens                    |
| Francesco Vitucci            | Allenatori | Matt Brase                  |

| Arbitri: | Mazzoni (Grosseto) Bongiorni (Pisa) Capotorto (Roma) |

|                                 |            |                               |
| Bendzius 20 Gentile 15 Jones 15 | Punti      | 21 Perkins 20 Reed 15 Burnell |
| Gentile, Dowe 6                 | Assist     | 6 Reed, Mascolo               |
| Bendzius, Treier 6              | Rimbalzi   | 7 Perkins                     |
| Piero Bucchi                    | Allenatori | Francesco Vitucci             |

##### Ritorno
| Arbitri: | Sahin (Messina) Percivalle (Torino) Pepponi (Perugia) |

|                              |            |                               |
| Perkins 18 Bowman 15 Lamb 11 | Punti      | 20 Ojeleye 12 Jaiteh 10 Weems |
| Reed, Bowman, Mascolo 3      | Assist     | 3 Mannion                     |
| Bowman, Lamb 4               | Rimbalzi   | 10 Jaiteh                     |
| Francesco Vitucci            | Allenatori | Sergio Scariolo               |

| Arbitri: | Rossi (Arezzo) Borgo (Vicenza) Noce (Latina) |

|                              |            |                                      |
| Reed 20 Perkins 18 Bayehe 13 | Punti      | 14 Hopkins 13 Reuvers 13 Olisevicius |
| Burnell 4                    | Assist     | 13 Cinciarini                        |
| Burnell 8                    | Rimbalzi   | 9 Olisevicius                        |
| Francesco Vitucci            | Allenatori | Dragan Sakota                        |

| Arbitri: | Baldini (Firenze) Bongiorni (Pisa) Nicolini (Palermo) |

|                                 |            |                              |
| Spissu 17 Watt 11 De Nicolao 10 | Punti      | 13 Reed 11 Perkins 11 Bowman |
| Spissu 5                        | Assist     | 4 Bowman                     |
| Brooks 7                        | Rimbalzi   | 9 Bayehe                     |
| Walter De Raffaele              | Allenatori | Francesco Vitucci            |

| Arbitri: | Lo Guzzo (Pisa) Percivalle (Torino) Marziali (Roma) |

|                               |            |                                     |
| Reed 17 Burnell 14 Perkins 12 | Punti      | 14 Davis 13 Anderson 12 Cappelletti |
| Bowman 5                      | Assist     | 5 Cappelletti                       |
| Burnell 8                     | Rimbalzi   | 7 Smith                             |
| Francesco Vitucci             | Allenatori | Alessandro Ramagli                  |

| Arbitri: | Borgioni (Roma) Galasso (Siena) Valleriani (Frosinone) |

|                                  |            |                                |
| Delfino 16 Cheatham 13 Kravic 12 | Punti      | 18 Harrison 16 Perkins 14 Reed |
| Abdur-Rakman 3                   | Assist     | 4 Mascolo                      |
| Kravic 12                        | Rimbalzi   | 11 Burnell                     |
| Jasmin Repesa                    | Allenatori | Francesco Vitucci              |

| Arbitri: | Rossi (Arezzo) Bartoli (Firenze) Noce (Latina) |

|                                      |            |                             |
| Perkins 15 Harrison 14 Mezzanotte 13 | Punti      | 21 Baron 14 Davies 14 Melli |
| Lamb, Harrison 2                     | Assist     | 3 Napier, Melli, Baron      |
| Burnell, Mezzanotte 5                | Rimbalzi   | 9 Melli                     |
| Francesco Vitucci                    | Allenatori | Ettore Messina              |

| Arbitri: | Attard (Siracusa) Grigioni (Roma) Pepponi (Perugia) |

|                                   |            |                              |
| Wimbush 21 Stewart 17 Williams 15 | Punti      | 25 Perkins 16 Bowman 15 Reed |
| Young 4                           | Assist     | 5 Bowman                     |
| Williams 7                        | Rimbalzi   | 7 Burnell                    |
| Cesare Pancotto                   | Allenatori | Francesco Vitucci            |

| Arbitri: | Martolini (Roma) Nicolini (Palermo) Marziali (Roma) |

|                              |            |                                |
| Perkins 16 Bowman 15 Reed 14 | Punti      | 17 Sorokas 16 Iroegbu 13 Ellis |
| Bowman 7                     | Assist     | 4 Zanelli                      |
| Bowman 7                     | Rimbalzi   | 10 Ellis                       |
| Francesco Vitucci            | Allenatori | Marcelo Nicola                 |

| Arbitri: | Mazzoni (Grosseto) Gonella (Genova) Di Francesco (Teramo) |

|                                 |            |                              |
| Harper 23 Christon 19 Macura 14 | Punti      | 14 Perkins 11 Bowman 10 Reed |
| Christon 7                      | Assist     | 3 Burnell,Harrison           |
| Macura 8                        | Rimbalzi   | 6 Mezzanotte                 |
| Marco Ramondino                 | Allenatori | Francesco Vitucci            |

| Arbitri: | Begnis (Cremona) Bettini (Bologna) Noce (Latina) |

|                                |            |                               |
| Logan 19 Pinkins 14 Rossato 13 | Punti      | 17 Reed 16 Perkins 11 Burnell |
| Stone 5                        | Assist     | 4 Bowman                      |
| Thompson 10                    | Rimbalzi   | 7 Harrison                    |
| Stefano Sacripanti             | Allenatori | Francesco Vitucci             |

| Arbitri: | Lanzarini (Bologna) Borgo (Vicenza) Catani (Pescara) |

|                                |            |                            |
| Harrison 19 Burnell 15 Reed 15 | Punti      | 16 Dowe 11 Bendzius 9 Diop |
| Mascolo 9                      | Assist     | 3 Robinson                 |
| Perkins 9                      | Rimbalzi   | 8 Diop                     |
| Francesco Vitucci              | Allenatori | Piero Bucchi               |

| Arbitri: | Sahin (Messina) Gonella (Genova) Valleriani (Frosinone) |

|                             |            |                                |
| Johnson 28 Brown 24 Ross 15 | Punti      | 21 Harrison 16 Reed 15 Mascolo |
| Ross, Brown 6               | Assist     | 6 Burnell                      |
| Owens 11                    | Rimbalzi   | 9 Burnell                      |
| Matt Brase                  | Allenatori | Francesco Vitucci              |

| Arbitri: | Martolini (Roma) Grigioni (Roma) Di Francesco (Teramo) |

|                              |            |                                     |
| Bowman 31 Mascolo 11 Reed 11 | Punti      | 16 Atkins 14 Flaccadori 12 Grazulis |
| Mascolo 3                    | Assist     | 4 Spagnolo                          |
| Burnell,Perkins 8            | Rimbalzi   | 7 Atkins,Crawford                   |
| Francesco Vitucci            | Allenatori | Raffaele Molin                      |

| Arbitri: | Bartoli (Trieste) Quarta (Torino) Capotorto (Roma) |

|                                     |            |                                   |
| Caupain 21 Della Valle 20 Gabriel 9 | Punti      | 18 Perkins 12 Bowman 9 Mezzanotte |
| Della Valle 5                       | Assist     | 4 Mascolo                         |
| Della Valle 9                       | Rimbalzi   | 11 Perkins                        |
| Alessandro Magro                    | Allenatori | Francesco Vitucci                 |

| Arbitri: | Baldini (Firenze) Borgiony (Roma) Galasso (Siena) |

|                                |            |                               |
| Reed 17 Perkins 14 Harrison 12 | Punti      | 28 Bartley 14 Lever 9 Ruzzier |
| Mascolo 5                      | Assist     | 5 Ruzzier                     |
| Bayehe 10                      | Rimbalzi   | 8 Spencer                     |
| Francesco Vitucci              | Allenatori | Marco Legovich                |

##### Play off
| Arbitri: | Sahin (Messina) Attard (Teramo) Borgo (Vicenza) |

|                                     |            |                                |
| Cordinier 15 Ojeleye 14 Teodosic 12 | Punti      | 18 Reed 17 Perkins 10 Harrison |
| Teodosic 7                          | Assist     | 4 Mascolo                      |
| Mickey 8                            | Rimbalzi   | 5 Reed                         |
| Sergio Scariolo                     | Allenatori | Francesco Vitucci              |

| Arbitri: | Martolini (Roma) Rossi (Arezzo) Quarta (Torino) |

|                                    |            |                               |
| Belinelli 18 Mickey 17 Teodosic 17 | Punti      | 21 Harrison 16 Bowman 12 Reed |
| Cordinier 5                        | Assist     | 5 Mascolo                     |
| Shengelia 8                        | Rimbalzi   | 6 Perkins                     |
| Sergio Scariolo                    | Allenatori | Francesco Vitucci             |

| Arbitri: | Giovannetti (Terni) Lo Guzzo (Pisa) Gonella (Genova) |

|                               |            |                                     |
| Reed 33 Harrison 19 Bowman 14 | Punti      | 18 Belinelli 17 Shengelia 15 Mickey |
| Harrison 4                    | Assist     | 5 Teodosic                          |
| Bowman 5                      | Rimbalzi   | 8 Shengelia                         |
| Fabio Corbani                 | Allenatori | Sergio Scariolo                     |

### FIBA Europe Cup

#### Girone F

##### Andata
| Arbitri: | Papapetrou Sahin Padros Feliu |

|                              |            |                                         |
| Perkins 17 Reed 17 Mascolo 8 | Punti      | 19 Goodwin 13 Berhanemeskel 11 Blyznjuk |
| Bowman 3                     | Assist     | 6 Barber                                |
| Burnell 7                    | Rimbalzi   | 9 Grant                                 |
| Francesco Vitucci            | Allenatori | Valerii Plekhanov                       |

| Arbitri: | Straube Barkauskas Pedroso |

|                                   |            |                            |
| Butjankovs 22 Zakis 12 Callison 8 | Punti      | 24 Reed 22 Burnell 10 Etou |
| Williams 6                        | Assist     | 4 Mascolo                  |
| Butjankovs 10                     | Rimbalzi   | 7 Reed                     |
| Matthew Otten                     | Allenatori | Francesco Vitucci          |

| Arbitri: | Sljivic Praksch Prpa |

|                                  |            |                                   |
| Perkins 14 Burnell 14 Mascolo 12 | Punti      | 31 Van Beck 16 Gilbert 10 Kovliar |
| Burnell 4                        | Assist     | 5 Gilbert                         |
| Burnell 6                        | Rimbalzi   | 6 Van Beck                        |
| Francesco Vitucci                | Allenatori | Heiko Rannula                     |

##### Ritorno
| Arbitri: | Straube Oliot Maret |

|                                      |            |                                 |
| Berhanemeskel 31 Goodwin 17 Grant 14 | Punti      | 26 Bowman 14 Burnell 11 Perkins |
| Blyznjuk 10                          | Assist     | 5 Mascolo                       |
| Blyznjuk 10                          | Rimbalzi   | 8 Burnell                       |
| Valerii Plekhanov                    | Allenatori | Francesco Vitucci               |

| Arbitri: | Papapetru Hohxa Tzolakos |

|                            |            |                                       |
| Reed 16 Perkins 13 Etou 10 | Punti      | 15 Gaddefors 13 Mounce 10 Schaftenaar |
| Burnell 4                  | Assist     | 3 Williams                            |
| Etou 8                     | Rimbalzi   | 8 Mounce                              |
| Francesco Vitucci          | Allenatori | Andrej Stimac                         |

| Arbitri: | Oskars Ciprian Bejat |

|                                  |            |                               |
| Meiers 17 Konontsuk 16 Dorbek 15 | Punti      | 20 Perkins 19 Reed 10 Mascolo |
| Van Beck 6                       | Assist     | 8 Burnell                     |
| Dorbek 10                        | Rimbalzi   | 8 Mascolo                     |
| Heiko Rannula                    | Allenatori | Francesco Vitucci             |

## Statistiche

### Statistiche di squadra
| Competizione              | Punti | In casa | In casa | In casa | In casa | In casa | In trasferta | In trasferta | In trasferta | In trasferta | In trasferta | Totale | Totale | Totale | Totale | Totale | Totale |
| Competizione              | Punti | G       | V       | P       | Ptf     | Pts     | G            | V            | P            | Ptf          | Pts          | G      | V      | P      | Ptf    | Pts    | Diff.  |
| ------------------------- | ----- | ------- | ------- | ------- | ------- | ------- | ------------ | ------------ | ------------ | ------------ | ------------ | ------ | ------ | ------ | ------ | ------ | ------ |
| Serie A Stagione regolare | 30    | 15      | 10      | 5       | 1259    | 1194    | 15           | 5            | 10           | 1235         | 1252         | 30     | 15     | 15     | 2494   | 2446   | +48    |
| Serie A Playoff           | 0     | 1       | 0       | 1       | 95      | 100     | 2            | 0            | 2            | 163          | 214          | 3      | 0      | 3      | 258    | 314    | -56    |
| FIBA Europe Cup           | 6     | 3       | 2       | 1       | 239     | 217     | 3            | 1            | 2            | 242          | 231          | 6      | 3      | 3      | 481    | 448    | +33    |
| Totale                    | 36    | 19      | 12      | 7       | 1593    | 1511    | 20           | 6            | 14           | 1640         | 1697         | 39     | 18     | 21     | 3233   | 3208   | +25    |

### Statistiche individuali

#### In campionato
| Nome                     | G  | Pun  | Min  | Falli | Falli | Tiri da 2 | Tiri da 2 | Tiri da 2 | Tiri da 3 | Tiri da 3 | Tiri da 3 | Tiri Liberi | Tiri Liberi | Tiri Liberi | Rimbalzi | Rimbalzi | Rimbalzi | Stop | Stop | Palle | Palle | Ass  | Val  | Media Punti | Media Val. |
| Nome                     | G  | Pun  | Min  | C     | S     | R         | T         | %         | R         | T         | %         | R           | T           | %           | O        | D        | T        | D    | S    | P     | R     | Ass  | Val  | Media Punti | Media Val. |
| ------------------------ | -- | ---- | ---- | ----- | ----- | --------- | --------- | --------- | --------- | --------- | --------- | ----------- | ----------- | ----------- | -------- | -------- | -------- | ---- | ---- | ----- | ----- | ---- | ---- | ----------- | ---------- |
| Marcquise Reed           | 33 | 487  | 789  | 78    | 111   | 146       | 280       | 52.1      | 37        | 110       | 33.6      | 84          | 102         | 82.4        | 29       | 89       | 118      | 3    | 22   | 41    | 45    | 57   | 455  | 14.8        | 13.8       |
| Nick Perkins             | 31 | 463  | 805  | 77    | 125   | 157       | 292       | 53.8      | 13        | 57        | 22.8      | 110         | 158         | 69.6        | 73       | 90       | 163      | 8    | 10   | 65    | 15    | 30   | 425  | 14.9        | 13.7       |
| Ky Bowman                | 33 | 388  | 805  | 97    | 91    | 87        | 190       | 45.8      | 51        | 157       | 32.5      | 61          | 76          | 80.3        | 31       | 98       | 129      | 7    | 11   | 58    | 55    | 90   | 370  | 11.8        | 11.2       |
| Jason Burnell            | 33 | 322  | 954  | 92    | 60    | 89        | 173       | 51.4      | 37        | 98        | 37.8      | 33          | 43          | 76.7        | 47       | 132      | 179      | 19   | 8    | 30    | 43    | 68   | 406  | 9.8         | 12.3       |
| Bruno Mascolo            | 33 | 258  | 796  | 56    | 78    | 87        | 188       | 46.3      | 14        | 52        | 26.9      | 42          | 63          | 66.7        | 20       | 78       | 98       | 1    | 5    | 52    | 31    | 111  | 304  | 7.8         | 9.2        |
| D'Angelo Harrison        | 18 | 205  | 393  | 45    | 52    | 30        | 50        | 60.0      | 29        | 86        | 33.7      | 58          | 66          | 87.9        | 10       | 51       | 61       | 0    | 3    | 10    | 16    | 34   | 225  | 11.4        | 12.5       |
| Andrea Mezzanotte Andrea | 32 | 182  | 543  | 41    | 22    | 18        | 46        | 39.1      | 43        | 99        | 43.4      | 17          | 23          | 73.9        | 22       | 53       | 75       | 11   | 4    | 7     | 8     | 12   | 168  | 5.7         | 5.2        |
| Jordan Bayehe            | 32 | 128  | 532  | 67    | 52    | 44        | 84        | 52.4      | 0         | 4         | 0.0       | 40          | 60          | 66.7        | 40       | 75       | 115      | 8    | 7    | 25    | 14    | 8    | 162  | 4.0         | 5.1        |
| Joonas Riismaa           | 30 | 123  | 368  | 55    | 16    | 12        | 28        | 42.9      | 28        | 61        | 45.9      | 15          | 19          | 78.9        | 23       | 27       | 50       | 0    | 1    | 9     | 8     | 12   | 91   | 4.1         | 3.0        |
| Doron Lamb               | 15 | 104  | 305  | 26    | 19    | 22        | 46        | 47.8      | 15        | 42        | 35.7      | 15          | 23          | 65.2        | 3        | 19       | 22       | 0    | 3    | 9     | 7     | 17   | 72   | 6.9         | 4.8        |
| Junior Etou              | 11 | 74   | 252  | 24    | 25    | 13        | 23        | 56.5      | 12        | 33        | 36.4      | 12          | 16          | 75.0        | 10       | 33       | 43       | 2    | 2    | 9     | 8     | 2    | 84   | 6.7         | 7.6        |
| Dikembe Dixson           | 8  | 18   | 69   | 7     | 7     | 5         | 11        | 45.5      | 1         | 8         | 12.5      | 5           | 7           | 71.4        | 0        | 10       | 10       | 2    | 2    | 4     | 0     | 5    | 14   | 2.2         | 1.7        |
| Dino Bocevski            | 7  | 0    | 9    | 1     | 3     | 0         | 1         | 0.0       | 0         | 0         | 0.0       | 0           | 2           | 0.0         | 0        | 1        | 1        | 0    | 0    | 0     | 0     | 1    | 1    | 0.0         | 0.1        |
| Marco Vitucci            | 2  | 0    | 3    | 0     | 0     | 0         | 0         | 0.0       | 0         | 1         | 0.0       | 0           | 0           | 0.0         | 0        | 0        | 0        | 0    | 0    | 0     | 0     | 1    | 0    | 0.0         | 0.0        |
| Pietro Basta             | 1  | 0    | 1    | 0     | 0     | 0         | 0         | 0.0       | 0         | 0         | 0.0       | 0           | 0           | 0.0         | 0        | 0        | 0        | 0    | 0    | 0     | 0     | 0    | 0    | 0.0         | 0.0        |
| Mario De Donno           | 1  | 0    | 1    | 0     | 0     | 0         | 0         | 0.0       | 0         | 0         | 0.0       | 0           | 0           | 0.0         | 0        | 0        | 0        | 0    | 0    | 0     | 0     | 0    | 0    | 0.0         | 0.0        |
| squadra                  | 0  | 0    | 0    | 10    | 0     | 0         | 0         | 0.0       | 0         | 0         | 0.0       | 0           | 0           | 0.0         | 53       | 66       | 119      | 0    | 0    | 17    | 1     | 0    | 103  | 0           | 0          |
| TOTALE                   | 33 | 2752 | 6625 | 676   | 661   | 710       | 1412      | 50.3      | 280       | 808       | 34.7      | 492         | 658         | 74.8        | 361      | 822      | 1183     | 59   | 76   | 336   | 251   | 448  | 2880 | 83.4        | 87.3       |
| MEDIE                    |    |      |      | 20.5  | 20.0  | 21.5      | 42.8      | 50.3      | 8.5       | 24.5      | 34.7      | 14.9        | 19.9        | 74.8        | 10.9     | 24.9     | 35.8     | 1.8  | 2.3  | 10.2  | 7.6   | 13.6 |      |             |            |

### In FIBA Europe Cup
| Nome              | G | Pun | Min  | Falli | Falli | Tiri da 2 | Tiri da 2 | Tiri da 2 | Tiri da 3 | Tiri da 3 | Tiri da 3 | Tiri Liberi | Tiri Liberi | Tiri Liberi | Rimbalzi | Rimbalzi | Rimbalzi | Stop | Stop | Palle | Palle | Ass  | Val | Media Punti | Media Val. |
| Nome              | G | Pun | Min  | C     | S     | R         | T         | %         | R         | T         | %         | R           | T           | %           | O        | D        | T        | D    | S    | P     | R     | Ass  | Val | Media Punti | Media Val. |
| ----------------- | - | --- | ---- | ----- | ----- | --------- | --------- | --------- | --------- | --------- | --------- | ----------- | ----------- | ----------- | -------- | -------- | -------- | ---- | ---- | ----- | ----- | ---- | --- | ----------- | ---------- |
| Marcquise Reed    | 5 | 85  | 125  | 12    | 0     | 27        | 49        | 55,1      | 8         | 22        | 36,4      | 7           | 8           | 87,5        | 4        | 17       | 21       | 1    | 0    | 14    | 5     | 4    | 65  | 17,0        | 13,0       |
| Nick Perkins      | 6 | 80  | 149  | 15    | 0     | 28        | 55        | 50,9      | 1         | 10        | 10,0      | 21          | 26          | 80,8        | 6        | 13       | 19       | 2    | 0    | 16    | 4     | 7    | 55  | 13,3        | 9,16       |
| Jason Burnell     | 6 | 72  | 188  | 15    | 0     | 26        | 44        | 59,1      | 3         | 18        | 16,7      | 11          | 12          | 91,7        | 13       | 27       | 40       | 6    | 0    | 11    | 10    | 21   | 104 | 12,0        | 17,3       |
| Ky Bowman         | 6 | 58  | 159  | 13    | 0     | 12        | 21        | 57,1      | 7         | 24        | 29,2      | 13          | 15          | 86,7        | 2        | 11       | 13       | 5    | 0    | 12    | 9     | 13   | 58  | 9,7         | 9,7        |
| Bruno Mascolo     | 6 | 53  | 138  | 10    | 0     | 17        | 42        | 40,5      | 4         | 12        | 33,3      | 7           | 10          | 70,0        | 1        | 19       | 20       | 1    | 0    | 9     | 9     | 18   | 56  | 8,8         | 9,3        |
| Junior Etou       | 5 | 32  | 106  | 10    | 0     | 9         | 19        | 47,4      | 3         | 9         | 33,3      | 5           | 7           | 71,4        | 7        | 12       | 19       | 0    | 0    | 4     | 3     | 6    | 38  | 6,4         | 7,6        |
| Joonas Riismaa    | 6 | 32  | 100  | 8     | 0     | 7         | 11        | 63,6      | 5         | 13        | 38,5      | 3           | 5           | 60,0        | 4        | 10       | 14       | 0    | 0    | 4     | 2     | 7    | 37  | 5,3         | 6,2        |
| Andrea Mezzanotte | 6 | 30  | 101  | 12    | 0     | 4         | 10        | 40,0      | 6         | 14        | 42,9      | 4           | 5           | 80,0        | 4        | 11       | 15       | 0    | 0    | 2     | 1     | 5    | 34  | 5,0         | 5,7        |
| Jordan Bayehe     | 6 | 26  | 95   | 12    | 0     | 11        | 19        | 57,9      | 0         | 1         | 0,0       | 4           | 5           | 80,0        | 6        | 15       | 21       | 2    | 0    | 5     | 2     | 1    | 37  | 4,3         | 6,1        |
| Dikembe Dixson    | 3 | 13  | 34   | 4     | 0     | 3         | 60        | 50,0      | 1         | 4         | 25,0      | 4           | 4           | 100,0       | 2        | 7        | 9        | 0    | 0    | 1     | 1     | 2    | 18  | 4,3         | 6,0        |
| Dino Bocevski     | 2 | 0   | 4    | 2     | 0     | 0         | 1         | 0,0       | 0         | 0         | 0,0       | 0           | 0           | 0,0         | 0        | 0        | 0        | 0    | 0    | 1     | 1     | 0    | -1  | 0,0         | -0,5       |
| Mario De Donno    | 1 | 0   | 2    | 0     | 0     | 0         | 0         | 0,0       | 0         | 0         | 0,0       | 0           | 0           | 0,0         | 0        | 0        | 0        | 0    | 0    | 0     | 0     | 0    | 0   | 0,0         | 0,0        |
| squadra           | 0 | 0   | 0    | 0     | 119   | 0         | 0         | 0.0       | 0         | 0         | 0.0       | 0           | 0           | 0.0         | 15       | 8        | 23       | 0    | 8    | 0     | 0     | 0    | 134 | 0           | 0          |
| TOTALE            | 6 | 481 | 1200 | 114   | 119   | 144       | 277       | 52,0      | 38        | 127       | 29,9      | 79          | 97          | 81,4        | 79       | 158      | 237      | 17   | 8    | 79    | 47    | 84   | 635 | 80,2        | 105,8      |
| MEDIE             |   |     |      | 19    | 19,8  | 24,0      | 46,2      | 52,0      | 6,3       | 21,2      | 29,9      | 13,2        | 16,2        | 81,4        | 13,2     | 26,3     | 39,5     | 2,8  | 1,3  | 13,2  | 7,8   | 14,0 |     |             |            |